# 蒙城县
蒙城县位于中国安徽省西北部，隶属亳州市，区域总面积为2091平方公里，耕地面积220万亩。总人口143萬人，县人民政府駐周元西路168號。

## 地理
蒙城位于北纬32°55′29″—32°29′64″、东经116°15′43″—116°49′25″之间，属半湿润温带季风气候，典型的平原地区。

## 人口
根据安徽省亳州市第七次全国人口普查公报显示：蒙城县常住人口为1101640人，男性占比51.17%，女性占比48.83%，年龄结构中0-14岁占比27.5%，15-59岁占比56.32%，60岁以上占比16.18%，65岁以上占比13.33%。

## 历史
- 商朝北冡山，乃《诗经·殷武》所记之景山；乃《竹书纪年》：盘庚自奄迁都的“北冡”；明嘉靖《寿州志》：“北冡”为商汤会盟之地。商时，蒙境有冡、嵇二方国。明万历《蒙城县志》云：“蒙为国，且数千年，旧故无志，于寿阳志中见之。”
- 西汉置山桑县，属沛郡，治所仍为今檀城。
- 战国末，楚于蒙故邑（今檀城）置蒙县。
- 唐朝天宝元年（742年），改山桑为蒙城县，属河南道亳州。

## 经济
蒙城自然条件优越，土地肥沃，物产丰富，盛产优质小麦、玉米、山芋、棉花、油菜等农产品；畜牧养殖优势明显，因黄牛养殖而享誉全国（全国第一养牛大县），是全国黄牛、生猪、山羊等生产基地。矿产资源丰富，已探明的地下储量优质煤8亿吨，现有一座年产300万吨的许疃煤矿。
蒙城产业支柱明显，主导产业为煤炭、汽车生产、汽车改装、肉食品加工、木材加工，“安驰”汽车、“五洲”牛肉、“东升”肉食品牌。
蒙城城市基础设施建设完善，城市功能健全，城区现有规划面积30平方公里，常住人口18万人，县城区主干道8条，形成五纵四横的交通网络，交通便捷，水电供应正常，城市建成水厂3座，日供水能力2.5万吨；日处理3万吨的污水处理厂已经投入运营，天然气即将引入城区。省级蒙城经济开发区规划面积7.4平方公里，建成面积3平方公里；蒙城县城市建设近几年起点高、建设快，是安徽省级园林城市、安徽省文明县城，有“皖北第一明珠”的美誉。

### 知名企业
- 牛群中国商贸城
- 蒙城县五洲食业有限公司
- 江淮安驰汽车公司
- 蒙城庄子酒业有限公司
- 安徽兆鑫汽车集团
- 蒙城春雨汽车维修服务有限公司

## 交通
蒙城东接京沪铁路中心站蚌埠市90公里，西连京九铁路中心站阜阳市90公里，南京至洛阳高速横穿东西， 307省道、 305省道、 203省道交汇于县城，涡河、茨淮新河连通淮河，长年通航。 237国道过境。
- 宁洛高速公路

## 行政区划
蒙城县下辖3个街道办事处、12个镇、2个乡：
漆园街道、庄周街道、城关街道、双涧镇、小涧镇、坛城镇、许疃镇、板桥集镇、马集镇、岳坊镇、立仓镇、楚村镇、乐土镇、三义镇、篱笆镇、王集乡、小辛集乡、安徽蒙城经济开发区和淮北矿业许疃煤矿。

## 旅游
- 尉迟寺遗址：中国原始第一村。
- 万佛塔：北宋建造，塔上雕刻近万座佛像，故称万佛塔。
- 庄子祠：北宋蒙城县令王兢于元丰元年（1078年）建庄子祠。同年，苏轼作《庄子祠堂记》。
- 陈仙桥：蒙城南行四十五里，横穿蒙凤公路有一条芡河，跨河有座大桥，俗称“四十五里上天梯”。
- 九鼎灵山寺：位于蒙城县小涧镇狼山村，别名狼山 山上有座寺庙 因原来山上狼多，俗称狼山，据传山上曾挖出九只鼎，后改名为九鼎灵山。
- 嵇康亭
- 庄周故里：蒙城县城东门外。《史记》曰：“庄子，蒙人也，名周，周尝为蒙漆园吏”。漆园为蒙城春秋战国时期旧称，今遗址尚存。

## 教育
- 亳州学院
- 1909年，创办蒙城师资讲习所
- 1952年，建立蒙城师范学校
- 2002年，升格为亳州师范高等专科学校，成为专科层次的高等院校
- 2011年，学校在蒙城县办学一百零二年后，从蒙城县整体搬迁到亳州市谯城区。原校址划拨蒙城县第八中学使用。
- 2016年5月，升格为亳州学院，成为本科层次的高等院校，结束了亳州市无本科院校的历史
- 蒙城第一中学
- 蒙城第二中学
- 蒙城第六中学
- 蒙城县高级职业中学
- 安徽省华东武术学校

## 卫生
主要医疗机构：
- 蒙城县第二人民医院

蒙城二院地处县城周元西路中心区，是一所综合性二级非营利性医疗机构。医院向蒙城及利辛、濉溪、怀远、凤台等周边县区二百余万人民提供医疗服务。医院现有职工473人，卫生技术人员380人，其中高级职称41人，中级职称210人。医院占地面积28000平方米，建筑面积40000平方米，床位500张，设有48个临床、医技科室，尤以小儿科、妇产科、心脑血管科、急诊
科、重症监护病房、泌尿外科、眼科独具特色，2007年亳州市卫生局批准蒙城二院为“亳州市病历质量控制中心”；2008年3月，“蒙城县产科急救中心”在二院成立。2011年4月26日，被省卫生厅授予“安徽省白内障复明手术定点医院”。
- 蒙城县第三人民医院
- 蒙城县第一人民医院
- 蒙城县疾控中心

## 特产
- 油酥烧饼：是蒙城颇具特色的风味食品，据说已有150多年的历史了。
- 牛肉干：五洲牛肉干，采用优质牛肉制作，工艺严谨，味道鲜美。
- 蒙蝉蜕：是蚱蝉幼虫所脱的壳，为一种上品中药。
- 蒙城糁汤：糁汤是蒙城著名的风味小吃，其味道鲜美；传说糁汤的来历与乾隆皇帝还有关系。
- 楚村粉丝：是楚村镇的一大特产，加工粉丝在楚村已有多年历史，大规模生产粉丝盛于1990年后。
- 板桥无籽西瓜：以异样的色彩，诱人的香味，可口的甘甜，引来了千里食客。
- 蒙城火腿腐乳：火腿腐乳色泽红润，滋味咸鲜，略带酸甜；火腿醉腐乳色白淡雅，汤清发绿，香味鲜美，酒味醇和，油而不腻。